# Королевство Нгойо
Королевство Нгойо (порт. Reino de Ngoyo) — историческое государство племени войо, располагавшееся в районе современной Кабинды к северу от устья реки Конго. Его основателями были бантуязычные племена, заселившие эти земли около XV века и называвшие себя «нфуми нси» («хозяева земли»). Столицей государства был стан Мбанза-Нгойо, а его уровень материальной культуры достиг уровня железного века.

## История
Еще до прибытия португальцев Нгойо было крупным центром торговли. Жители внутренних районов поставляли в прибрежные районы продукты и древесину для строительства лодок, получая взамен рыбу и соль.
Нгойо был в области королевства Конго в начале XVI века, хотя и не управлялся им напрямую, и был фактически независим примерно с 1550 года. 
К 1700 году Кабинда стал ведущим работорговым портом к северу от португальской Луанды. Португальцы начали распространять своё влияние из Анголы на северный берег Конго. В 1783 году Нгойо объединили свои усилия с соседними государством Каконго с целью подорвать силы португальцев. Однако расходы, связанные с содержанием растущего аппарата и армии подтачивали экономику страны, которая продолжала зависеть от торговли с Португалией и Бразилией. Из-за этого в государстве усилились центробежные тенденции. В 1830-х годах представители местной знати постоянно конфликтовали друг с другом и уже не могли договариваться об избрании единого царя. Государство фактически впало в состояние феодальной раздробленности. Симуламбукский договор 1885 года, подписанный местными князьками с одной стороны и королевством Португалия с другой, объединил территории в единый протекторат Кабинда.

## Органы власти
Административная структура Нгойо включала в себя несколько членов правительства:
- Mangoyo (Мангойо) – король;
- Mamboma (Мамбома) – главный советник короля;
- Fulsiku (Фулсику) – советник короля;
- Mangovo (Мангово) – помощник короля;
- Mambuku (Мамбуку) – вице-король на побережье;
- Mambondo (Мамбондо) – премьер-министр и министр торговли;
- Kapita (Капита) – ответственный за приемы и слушания граждан и иностранцев.

## Религия
С появлением португальцев стало распространяться христианство. Африканское население исповедовало традиционные религии, однако с началом распространения христианство стало смешиваться с ними, приобретая причудливый характер, провоцируя возникновение и развитие афро-христианской церкви. Значительная часть из них впитывала принесенные португальцами католицизм и португальский язык, что нашло отражение и в культуре местных племен.
Проникновение в эти земли в ХVII веке голландцев, а в XIX веке бельгийцев привело к распространению в северной части Анголы протестантизма.